# Giuseppe Ottonelli
Giuseppe Ottonelli (Goito, 1811 – Casalromano, 31 marzo 1899) è stato un religioso e patriota italiano, figura legata ai "Martiri di Belfiore".
Era un sacerdote patriota della parrocchia di San Silvestro in provincia di Mantova dal 1849 al 1852, condannato a morte da parte del Consiglio di guerra austriaco per avere acquistato buoni mazziniani ed avere contribuito a finanziare la preparazione della rivoluzione.

## Biografia
Il 4 dicembre 1852 Giuseppe Ottonelli passò davanti al consiglio di guerra austriaco, che lo condannò a morte per sovversione, spogliato delle sue funzioni sacerdotali e degradato. Tale sentenza venne commutata il 7 dicembre 1852 da Radetzky in quattro anni di carcere ai ferri . Fu graziato da Francesco Giuseppe I d'Austria, riprendendo la veste e le sue funzioni sacerdotali nel 1866. Nominato parroco di Casalromano, compì la sua missione fino alla morte, avvenuta il 31 marzo 1899.